# Romanogobio benacensis
Romanogobio benacensis är en fiskart som först beskrevs av Pollini, 1816.  Romanogobio benacensis ingår i släktet Romanogobio och familjen karpfiskar. IUCN kategoriserar arten globalt som starkt hotad. Inga underarter finns listade i Catalogue of Life.